# Isodromus niger
Isodromus niger är en stekelart som beskrevs av William Harris Ashmead 1900. Isodromus niger ingår i släktet Isodromus och familjen sköldlussteklar.
Artens utbredningsområde är:
- Ungern.
- Kazakstan.
- Rumänien.
- Taiwan.
- Turkiet.
- Tadzjikistan.
- Moldavien.
- Ukraina.
- Uzbekistan.

Inga underarter finns listade i Catalogue of Life.